# Slyngefjella
Die Slyngefjella (von norwegisch slyng ‚Schlinge‘) ist eine Gebirgsgruppe im ostantarktischen Königin-Maud-Land. Sie liegt im Osten der Orvinfjella.
Wissenschaftler des Norwegischen Polarinstituts benannten sie 2016 deskriptiv nach ihrer aus der Luft betrachteten Erscheinung.